# Clic (album)
(«No U Turn», Franco Battiato.)
| Recensione              | Giudizio |
| ----------------------- | -------- |
| AllMusic                |          |
| Dizionario del pop-rock |          |

Clic è il quarto album in studio del cantautore italiano Franco Battiato pubblicato dalla casa discografica Bla Bla nell'autunno del 1974.

## Descrizione
L'album segnò una più decisa virata verso l'avanguardia contemporanea e un significativo allontanamento della formula progressiva che aveva caratterizzato i primi tre album: cambio di stile che rimarrà inalterato fino alla fine degli anni settanta. Come nel precedente lavoro, è presente l'influenza del minimalismo di Terry Riley e Steve Reich nonché della musica di Karlheinz Stockhausen, al quale peraltro è dedicato l'intero album e dei suoi collage sonori. Altro compositore che ispirò il Battiato di Clic fu John Cage. La grafica gatefold originale presentava una copertina minimalista, una griglia in bianco e nero realizzata da Mario Convertino, accompagnato da un libro spillato in cui Battiato esprime il manifesto del suo allora nuovo lavoro musicale.
L'unico brano con voce solista, No U Turn, inizia con l'utilizzo di metalli e cristalli, e descrive tramite un testo onirico la rinascita artistico-spirituale di Franco, accompagnato dai vocalizzi dell'amico Juri Camisasca; la parte vocale è inoltre anticipata dalla stessa linea melodica del testo riprodotta al contrario per un minuto circa. No U Turn rimarrà l'ultima canzone cantata incisa durante il periodo sperimentale del Maestro, venendo recuperata infine per essere inclusa nell'album dal vivo Giubbe rosse del 1989.
Il brano Propiedad prohibida richiama, con il suo loop claustrofobico ed ossessivo realizzato col VCS3, alla sequenza di Sequenze e frequenze dell'album precedente ed è usato come sigla del rotocalco d'informazione TG2 Dossier. Ha ricevuto nel 2014 un remix nell'album Joe Patti's Experimental Group, realizzato in collaborazione con Pino "Pinaxa" Pischetola.
Nel cantiere di un'infanzia unisce la sperimentazione musicale elettroacustica a quella tecnica: in questa traccia, analogamente a quanto avvenuto in No U Turn, vengono riprodotte quelle che sembrano essere voci di bambini al contrario. Curiosamente, il primo album di Battiato, Fetus, conteneva nella traccia di apertura Energia voci infantili su un soundscape elettronico.
I cancelli della memoria contiene al suo interno una citazione pianistica alla terza composizione delle danze popolari rumene di Béla Bartók, dal nome Topogó / Pe loc (traducibile come Sul posto), conferendo una suggestione misteriosa e sospesa al brano; la canzone venne poi recuperata alcuni anni dopo per fare da base al monologo di Giorgio Gaber Situazione donna, inserito in Polli d'allevamento, spettacolo per il quale Battiato e Giusto Pio curarono le orchestrazioni.
La conclusiva Ethika fon Ethica è un lavoro svolto dall'artista ripostese seguendo le sperimentazioni di Cage e Stockhausen nel trattamento di onde ed emissioni sonore radiofoniche in linguaggio musicale. Per alcuni secondi appaiono un estratto dell'inno fascista Faccetta nera, di un discorso di Benito Mussolini alterati dal punto di vista sonoro per evitare l'apologia di fascismo, e della canzone di Carlo Buti Scrivimi, di cui viene cantato il primo verso, Quando tu sei partita mi donasti una rosa.

### Pubblicazione
L'album è stato pubblicato in formato LP nel 1974 dalla casa discografica Bla Bla. Dell'album venne pubblicata, nello stesso anno, un'omonima edizione alternativa destinata ai soli mercati britannici e spagnoli. La prima ristampa in CD si deve alla Artis Records nel 1992, seguita da quella del 1998 inclusa nel box set della BMG Ricordi Battiato sperimentale 72-78. Nel 2009 l'album è stato ristampato in formato vinile (180 grammi) da Sony Music, seguita da una seconda ristampa nel 2018 e nel 2022 in vinile colorato di bianco.
L'edizione per il mercato britannico presenta alcune differenze. Il lato A proviene dalla versione italiana di Clic e non sono state apportate modifiche ai brani; mentre sul retro è inserita Aria di rivoluzione da Sulle corde di Aries in una versione della durata di circa quindici minuti realizzata mixando le tracce originali di Aria di Rivoluzione e Sequenze e Frequenze. I titoli sono stati tradotti dove possibile (Gates of memory è I cancelli della memoria e Revolution in the air è Aria di rivoluzione). La Island records pubblicò questa versione anche per il mercato spagnolo in una versione sostanzialmente identica a quella inglese. Entrambe le edizioni estere sono prive del libretto che era inserito nell'edizione italiana.
Le tracce di questo LP si possono reperire, in digitale, sul CD 1974 Battiato (ristampa del secondo disco del doppio LP antologico Feedback) - Ricordi CDOR 8128; oppure sul doppio CD Gli anni settanta - BMG Ricordi 74321602622 (il primo CD è la ristampa integrale di Feedback, pur con i brani non in sequenza).
La pubblicazione sul mercato anglosassone del disco di Battiato permise, come accordo commerciale, alla Bla Bla di pubblicare in Italia e di inserire nel proprio catalogo un LP della Island Records. La scelta cadde su Tibetan Bells di Henry Wolff e Nancy Hennings, uscito nel 1974 col numero di catalogo BBXL 10007.

## Tracce
Testi e musiche di Franco Battiato.

### Edizione italiana
Lato A
1. I cancelli della memoria – 6:16
2. No U Turn – 4:54
3. Il mercato degli dei – 4:30

Durata totale: 15:40
Lato B
1. Rien ne va plus: andante – 2:47
2. Propiedad prohibida – 5:24
3. Nel cantiere di un’infanzia – 4:33
4. Ethika fon Ethica – 3:54

Durata totale: 16:38

### Edizione britannica
Lato A
1. Propiedad Prohibida – 5:20
2. No U Turn – 4:50
3. Gates of Memory – 6:09

Durata totale: 16:19
Lato B
1. Revolution in the air – 14:59

Durata totale: 14:59

## Formazione
- Franco Battiato - voce, pianoforte, organo, VCS3, mandola, cristalli e metalli[12][13]
- Juri Camisasca - effetti vocali[12][13]
- Pietro Pizzamiglio - effetti vocali[12][13]
- Gianni Mocchetti - chitarra, basso[12][13]
- Gianfranco D'Adda - percussioni[12][13]
- Quartetto Ensemble del Conservatorio di Milano diretto da Luciano Bianco[12][13]